# 1356
Cette page concerne l'année 1356  du calendrier julien. Pour l'année 1356 av. J.-C., voir 1356 av. J.-C.
L'année 1356 est une année bissextile qui commence un vendredi.

## Événements

### Asie
- 27 mars, révolte des Turbans rouges : victoire navale des insurgés sur le Yangzi Jiang à la bataille de Caishi[1].
- 10 avril : en Chine, le chef insurgé Zhu Yuanzhang, simple fils de paysan et ancien moine bouddhiste, prend Nankin aux Yuan, où il établit sa capitale[2].

- Début du règne en Inde de Bukka, roi de Vijayanagar (fin en 1377)[3]. Il patronne de nombreux pandits (lettrés) védiques. La culture hindoue connaît une véritable renaissance.

### Europe
- 3 janvier : le duc Wenceslas de Brabant et son épouse Jeanne de Brabant doivent accepter, lors de la « Joyeuse Entrée » (cérémonie d’intronisation) la consultation des états provinciaux pour la déclaration de guerre, la conclusion de la paix et la levée de nouveaux impôts. Le dernier article prévoit le recours du « Peuple » à la résistance armée si le prince rompt le contrat[4].
- 6 janvier : le dauphin Charles devient duc de Normandie.

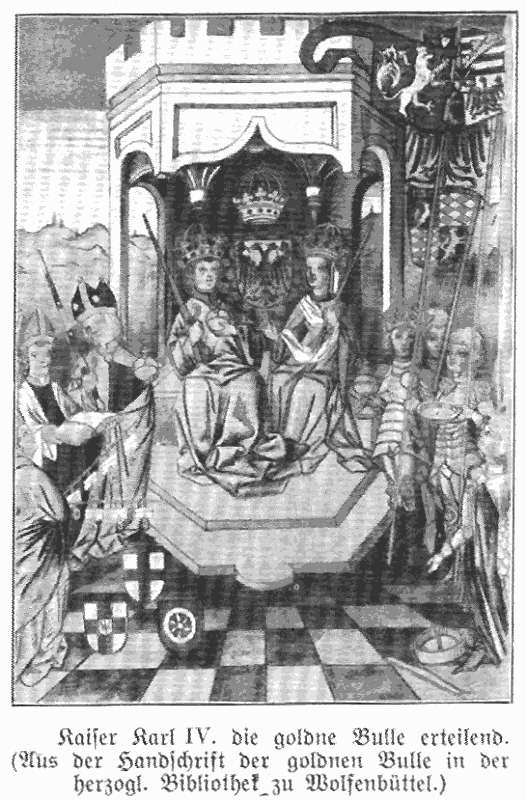
10 janvier et 25 décembre : Charles IV promulgue la Bulle d'or. La désignation du souverain échappe à la papauté, mais son pouvoir est réduit à néant. Les grandes principautés peuvent préserver l’indépendance totale qu’elles ont acquise et les Électeurs prennent soin de choisir des candidats sans prestige et sans autorité. Cette politique entraîne le recul du germanisme vers l’Est et compromet la cohésion allemande.

- 10 janvier, Francfort : l'empereur Charles IV promulgue la première partie de la Bulle d'or préparée par la diète de Nuremberg[5]. Elle fixe les conditions d'élection à la tête du Saint Empire : Trois électeurs ecclésiastiques (les archevêques de Mayence, de Trèves et de Cologne), et quatre électeurs laïques (le roi de Bohême, le comte palatin du Rhin, le duc de Saxe et le margrave de Brandebourg) réunis à Francfort choisissent le souverain, couronné à Aix-la-Chapelle. L’archevêque de Mayence devient chancelier d’empire.
- 20 janvier : le roi d'Écosse Édouard Balliol abdique en faveur d'Édouard III d'Angleterre[6].
- 24 mars : les États de langue d'oc, réunis à Toulouse, votent à leur tour, après les États généraux de langue d'oïl la Grande ordonnance limitant les pouvoirs royaux sur le modèle de la Grande charte anglaise de 1215.
- 5 avril : arrestation de Charles le Mauvais, chef du parti aristocratique. Guerre en Navarre[7].
- 28 juin : Louis Ier de Hongrie met le siège devant Trévise, qu'il doit lever le 28 août, puis fait le blocus de la ville à partir d'octobre[8].
  - Guerre entre Louis Ier de Hongrie et Venise pour la domination de la Dalmatie (fin en 1358). Les villes du littoral se mettent sous sa protection jusqu’à Raguse.
- 8 août :  le roi de Castille Pierre le Cruel déclare la guerre à Pierre IV d'Aragon à la suite d'une attaque aragonaise de navires marchands génois dans le port castillan de Sanlúcar de Barrameda[9]. Début de la guerre des Deux Pierre (fin en 1369).
- 19 septembre :
  - Bataille de Poitiers : Édouard de Woodstock dit le Prince Noir, défait les Français à Poitiers et capture le roi Jean II le Bon ainsi que de nombreux chevaliers[7].
  - Début de la régence du dauphin Charles (fin en 1364).
  - Louis II devient duc de Bourbon (fin en 1410).
- 1er octobre[10] : Robert de Fiennes devient connétable de France.
- 3 octobre : début du siège de Rennes par le duc de Lancastre, pendant la guerre de Succession de Bretagne (fin le 5 juillet 1357)[11].
- 17 octobre :
  - Ouverture à Paris des États généraux convoqués le 29 septembre par le dauphin Charles de France, après la capture de son père Jean II le Bon par les Anglais : les délégués en profitent pour se démarquer un peu plus du pouvoir royal[12]. Début de la révolte communale d'Étienne Marcel à Paris contre le dauphin Charles (jusqu'en 1358).
  - Début du règne de Erik XII Magnusson (1339-1359), roi de Suède (fin en 1359). Son père Magnus Eriksson, afin d’assurer sa succession, le fait reconnaître comme roi de Suède (rex junior)[13]. Les seigneurs suédois réussissent à s’allier avec le jeune roi et avec le beau-frère de Magnus, le duc Albrecht de Mecklembourg. Magnus est obligé de partager le pouvoir avec son fils (1356-1359).
- 18 octobre : tremblement de terre de Bâle de 1356[14]. Bâle ainsi qu'environ 80 châteaux aux alentours sont détruits.
- 14 novembre : les Génois chassent le gouverneur des Visconti et rétablissent le doge Simone Boccanegra le lendemain (fin en 1363)[15].
- 24 décembre : le roi de Naples Louis de Tarente entre dans Messine prise en novembre et met le siège devant Catane[16]. La régente de Sicile pour Frédéric III de Sicile fait appel à Pierre IV d'Aragon.
- 25 décembre[17] : Charles IV promulgue la Bulle d'or dans son intégralité lors de la Diète de Metz.

- En Russie, le synode convoqué par le patriarche de Constantinople Callistos Ier confirme Alexis comme métropolite de Kiev, bien que sa chaire soit à Moscou. Le patriarche attribue à Romain le titre de métropolite de Lituanie[18].
- Construction d’une enceinte réunissant les différents bourgs de Tours[19].
- Querelle entre la nation picarde et la nation anglaise à l’université de Paris à propos d’un étudiant, J. Mast, originaire des Pays-Bas, revendiqué par les deux nations (1356-1358). Une commission décrète que la Meuse servira de frontière entre les deux nations[20].